# Dialecto caraqueño
El dialecto caraqueño es la variedad lingüística del idioma español hablado y escrito en Caracas y en los estados cercanos a su área metropolitana como Miranda, La Guaira, Aragua y Carabobo. Es utilizado principalmente en los medios televisivos nacionales, convirtiéndose en el estereotipo del español venezolano a nivel internacional.

## Origen
El origen del dialecto caraqueño se remonta a la época de la colonización española en Venezuela. Los principales colonizadores eran originarios de Andalucía, Extremadura y las Canarias, que con ellos, trajeron esclavos provenientes de dos principales regiones de África, una mitad del Golfo de Guinea y la otra del Congo y Angola.
Durante la guerra civil española y la crisis económica de España en el siglo XX atrajo muchos emigrantes al país. También por el boom petrolero grandes familias provenientes de Italia, Portugal y Colombia se asentaron en las zonas más cercanas de Caracas, formando una mezcla cultural tanto a nivel léxico y fónetico como también morfológico y sintáctico.

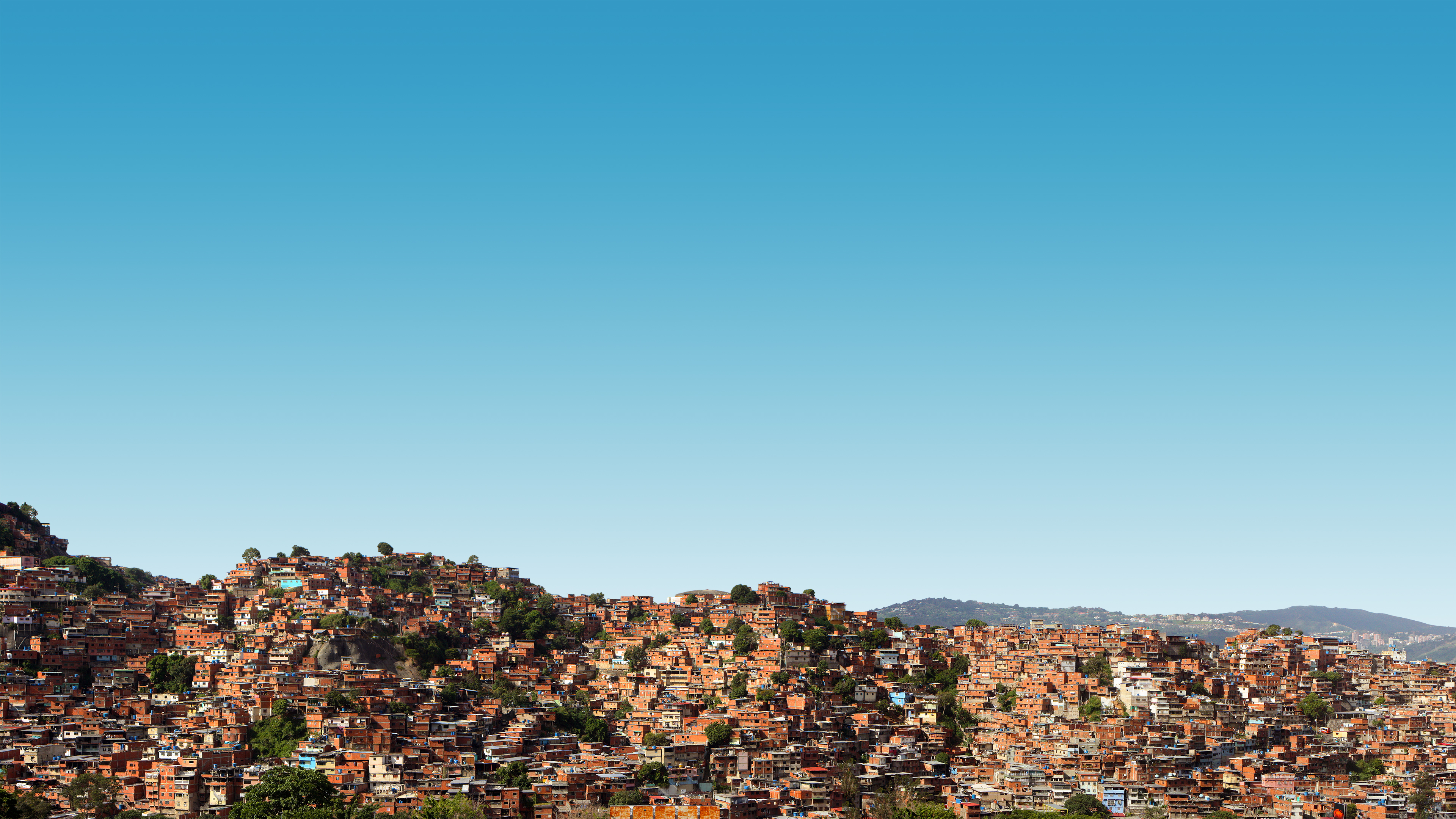
Petare, barrio de origen colombiano y el más grande de toda América Latina.

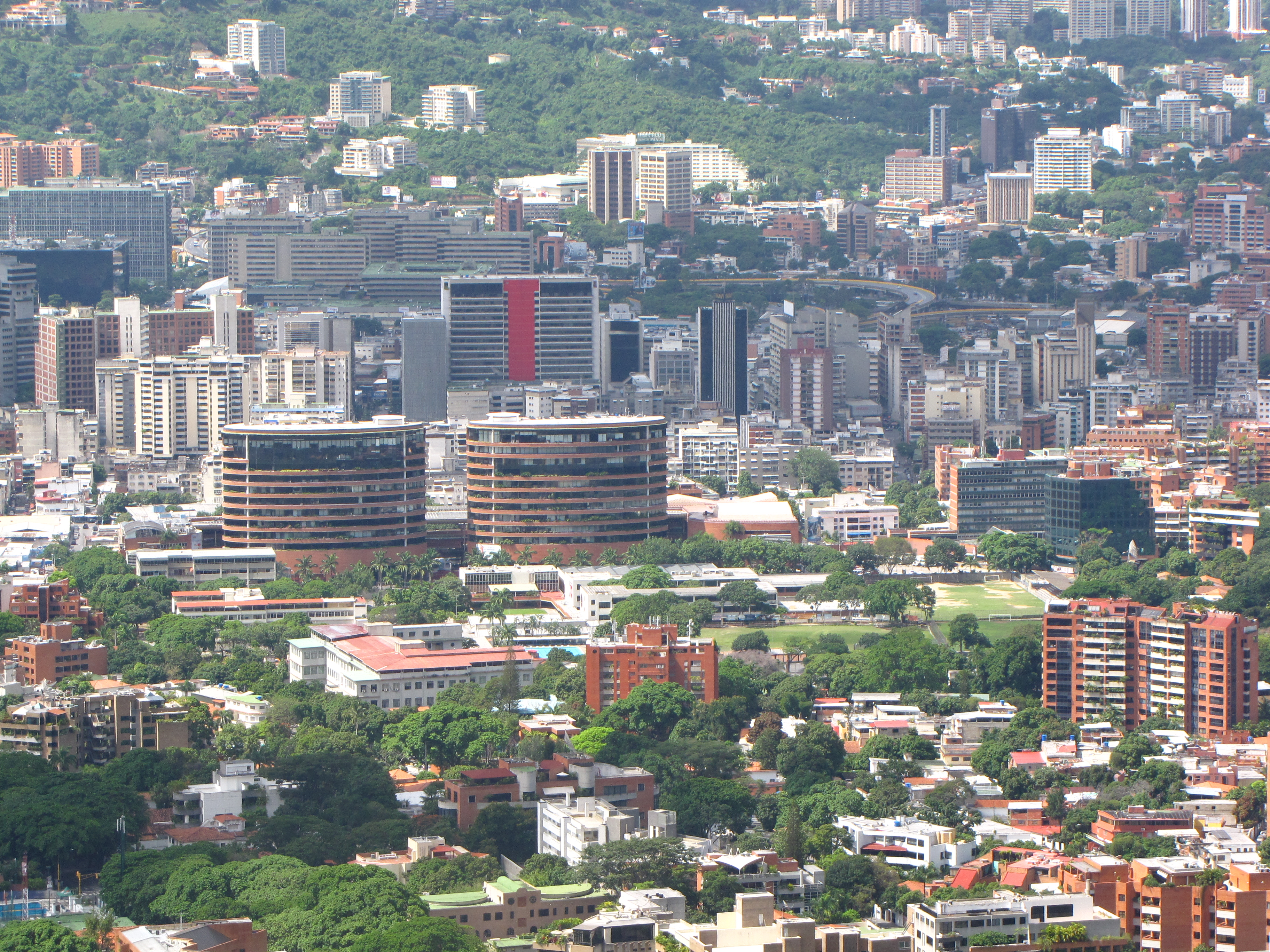
Caracas, la ciudad con la mayor población de hablantes de este dialecto.

## Fonética
1. Seseo: Pronunciación de la s, c y z como [s], rasgo compartido en todos los dialectos de América Hispana.
2. Elisión de la /d/ intervocálica: La elisión ocurre cuando -/d/- aparece en palabras bisílabas, paroxítonas y el acento le precede mediatamente. La variante [∅] se limita principalmente a la secuencia vocal tónica-vocal átona, el llamado entorno restringido, formada por las combinaciones -odo, -ado, -ede con frecuencias significativamente altas de elisión. En el plano morfológico, determinantes y pronombres encabezan el proceso de elisión en Caracas; hay que destacar que el participio no constituye el entorno más favorable para la pérdida de /d/ y, en su lugar aparece el adverbio, principalmente todavía, el cual posee una alta frecuencia de elisión en el corpus lingüístico. Según la investigación fonética de Lorena Perdomo e Irania Malaver en 2016, donde se estudiaron 36 entrevistas, en 530 minutos se extrajeron 3648 casos de /d/ intervocálica cuya distribución muestra que la variante elidida [∅] alcanza el 54 % de las realizaciones, la variante debilitada o relajada [ð̞] el 28 % y la variante plena [ð̞], el 18 %; el contraste de los datos del Modelo general (tres realizaciones) con los datos de dos realizaciones confirma que el habla caraqueña se distingue por las realizaciones debilitadas y elididas.[1]
3. Yeísmo: Pronunciación de la ll como /y/ al igual que la y.
4. Oclusiva bilabial sonora: pronunciación de la b y la v como [b].
5. Pérdida de la r al final de palabra: "comer" a "come", por ejemplo: voy a come.[2]

## Morfología y sintaxis
1. Tuteo: el uso del pronombre tú informalmente y de formalidad o respeto usted, dirigiéndose a personas longevas o con mayor jerarquía a diferencia del Zulia con el voseo o del Táchira con el ustedeo.[3]
2. Uso del diminutivo: -ico o -ica cuando la raíz es terminada en t, como «ratico, gatico, momentico» como en Colombia, Costa Rica y Cuba.
3. Queísmo: omisión de la preposición de antes de la conjunción que: "No me di cuenta que habías venido" y no "No me di cuenta de que habías venido".[3]
4. Uso común del perífrasis verbal ir a + infinitivo: como el resto de los países hispanos, por ejemplo: "voy a hacer" en lugar de "haré".
5. Uso común de contracciones: "para" a "pa", "para adelante" a "pa' lante", "está" a "tá".

## Léxico
Según la página oficial de Televen, estás son palabras que solo se la usan los caraqueños:
| Palabras  | Significados neutros | Origene por la ASALE                   | Ejemplos                                                     |
| --------- | --- | -------------------------------------- | ------------------------------------------------------------ |
| Birra     | «Cerveza». | (del italiano birra).                  | «Vamos a tomarnos una birra».                                |
| Brutal    | «Cuando algo es demasiado bueno o increíble».                                                                                          |                                        | «La película estuvo brutal» o «La comida te quedo brutal».   |
| Burda     | «Mucho, en gran cantidad». |                                        | «Ayer había burda de gente» o «Tengo burda de hambre».       |
| Chalequeo | «Echar broma con alguien o burlarse pesadamente de alguien». No es lo mismo que bullying, este último conlleva mala intención.         |                                        | «No aguantas un chalequeo».                                  |
| Chamo, -a | «Persona joven o adolescente». | (del inglés chum).                     | «Chama, ¿cómo estás?» o «Ese chamo si es alto».              |
| Curdo     | «Borracha o drogada». |                                        | «Ayer estaba muy curdo» o «Ese chamo si está curdo».         |
| Fulanito  | «Referencia a una persona a la cual no se recuerda el nombre o no es de gran necesidad precisar».                                      | (del árabe hispánico fulán).           |                                                              |
| Gallo     | «Se usa para decir que una persona es tonta o bobo. También aplica a los estudiantes muy aplicados que igualmente son llamados nerds». |                                        | «Ese chamo si es gallo» o «Ahí va el gallo ese».             |
| Indio     | «Una persona cuando no sabe realizar alguna acción en especifica». Este término es peyorativo y connota discriminación racial.         |                                        | «Si eres indio vale».                                        |
| Jeva      | «Nombre que le dan a las mujeres, ya sea su pareja o alguna mujer demasiado atractiva».                                                |                                        | «Te presento a mi jeva» o «Esa jeva si está bella».          |
| Lambucio  | «Para nombrar así a las personas que les gusta comer en exceso o que son avaras o tacañas».                                            | (de lambuzar).                         |                                                              |
| Metiche   | «Sobrenombre que le dan a una persona cuando es muy curiosa o entrometida».                                                            |                                        | «Mi vecina es demasiado metiche» o «Esa niña si es metiche». |
| Ñapa      | «Añadidura, especialmente la que se da como propina o regalo».                                                                         | (del quechua yapa 'ayuda', 'aumento'). |                                                              |
| Pana      | «Se le dice así a las personas que son muy amigas o compañeros».                                                                       |                                        | «Él es demasiado pana» o «Állá va mi pana».                  |
| Rumba     | «Se le llama así a las fiestas, reuniones o agasajos que se realizan en la capital».                                                   |                                        | «Esta noche hay rumba» o «Hoy tenemos una rumba».            |
| Tablas    | «Connotación monetaria que refiere a miles de bolívares».                                                                              |                                        | «Eso me costó 8 tablas».                                     |
| Tracalero | «Se dice de una persona que engaña en un negocio o es una estafadora».                                                                 |                                        | «Ese vendedor es muy tracalero».                             |
| Yeyo      | «Cuando una persona sufre de pérdida de conocimiento, malestar general o algún mareo».                                                 |                                        | «A María le dio un yeyo»                                     |
| Zamuro    | «Se le llama así a los hombres que comienzan a pretender a las mujeres con pareja».                                                    |                                        | «Ese chamo es un zamuro» o «Ese zamuro quiere con mi jeva».  |
| Zaperoco  | «Significa revuelo o desorden ocurrido en algún lugar».                                                                                |                                        | «En la fiesta se formó un zaperoco».                         |

También es muy común el uso del término coloquial marico para referirse entre amigos (incluso las chicas se llaman entre sí marica) sin menoscabo de su orientación sexual. No obstante, es importante destacar que este término es considerado como soez y debe evitarse su empleo en público y especialmente en los medios de comunicación por respeto a las familias y sobre todo frente a los niños.